# Örvényes
Örvényes ist eine ungarische Gemeinde im Kreis Balatonfüred im Komitat Veszprém.

## Geografische Lage
Örvényes liegt am Nordufer des Balaton, 21 Kilometer südwestlich des Komitatssitzes Veszprém, 7 Kilometer südwestlich der Kreisstadt Balatonfüred und 3 Kilometer westlich der Halbinsel Tihany. Örvényes ist die kleinste Gemeinde am Balaton. Nachbargemeinden sind Aszófő, Balatonudvari und Pécsely.

## Geschichte
Die Ortschaft Örvényes existiert seit den Árpáden-Zeiten. Die erste Erwähnung der Ortschaft als „Ermenes“ erfolgte im Jahr 1093. Später wurde es Eurmenus, Ermenus, Ewrmenes oder Wrmenes genannt. Wann und wie sich das „M“ im Namen zu einem „v“ umgewandelt hat, ist nicht bekannt.
Schon 1211 unterstand der Ort der Abtei Tihany. Um 1593 wurde die Ortschaft durch die Türkenkriege weitgehend verwüstet.
1733 wurden durch Abt Grasso von Tihany deutsche Siedler aus dem oberen Rheinland und der Pfalz im Ort angesiedelt. An dieses Ereignis erinnert im Wappen der Ortschaft das Trierer Kreuz (rotes Kreuz auf weißem Hintergrund, das Wappen des ehemaligen Kurfürstentums Trier).
Im Jahr 1913 gab es in der damaligen Kleingemeinde 45 Häuser und 235 Einwohner auf einer Fläche von 773 Katastraljochen. Sie gehörte zu dieser Zeit zum Bezirk  Balatonfüred im Komitat Zala.
Die Einwohner von Örvényes sind hauptsächlich im Weinbau und im Fremdenverkehr tätig.
Im Umkreis erstreckt sich der Nationalpark Balaton-felvideki Nemzeti Park (Plattensee-Oberland).

## Politik
Bürgermeister:
- 1990–1994: Zoltán Huszár (unabhängig)
- 1994–1998: Antal Ther (FKgP)
- 1998–2002: Zoltán Huszár (unabhängig)
- 2002–2006: Zoltán Huszár (unabhängig)
- 2006–2010: Zoltán Huszár (unabhängig)
- 2010–2014: Zoltán Huszár (unabhängig)
- Seit 2019: Zoltán Huszár (unabhängig)

## Bevölkerung
Laut Angaben der Volkszählung 2022 zählen 1,3 Prozent der Einwohner zur Volksgruppe der Ungarndeutschen. Konfessionell waren 46,3 % der Einwohner römisch-katholisch, 6,7 % evangelisch-lutherisch und 4,0 % reformiert. 29,5 Prozent machten keine Angaben zur Religionszugehörigkeit.

## Sehenswürdigkeiten
- Kirchenruine auf dem Friedhof
- Nepomuki-Szent-János-Statue
- Römisch-katholische Kirche Szent Imre, erbaut 1778–1783 im spätbarocken Stil
- Ruinen einer römischen Villa
- Steinbrücke über den Pecsely-Bach
- Wassermühlenmuseum[4]

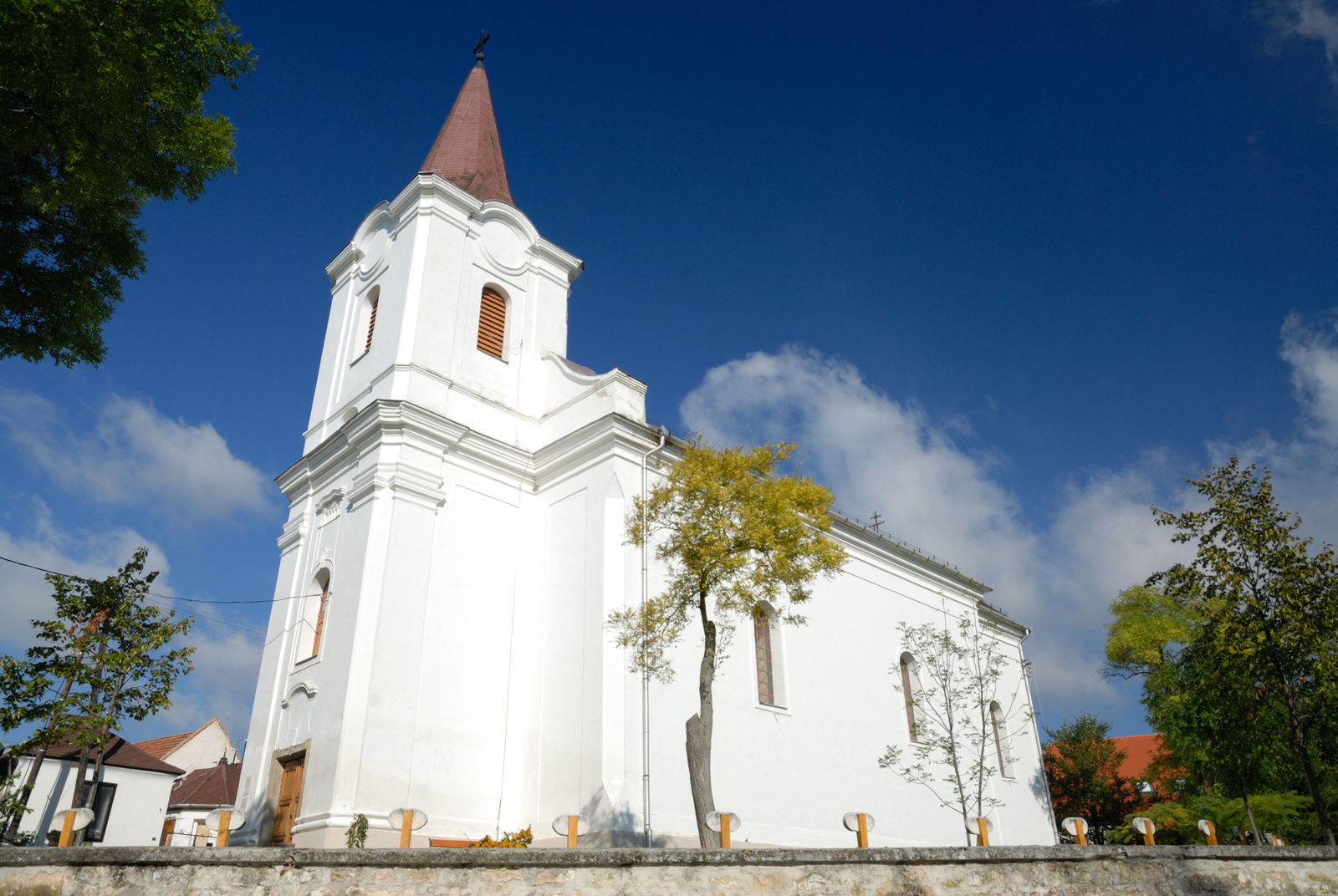
Römisch-katholische Kirche Szent Imre
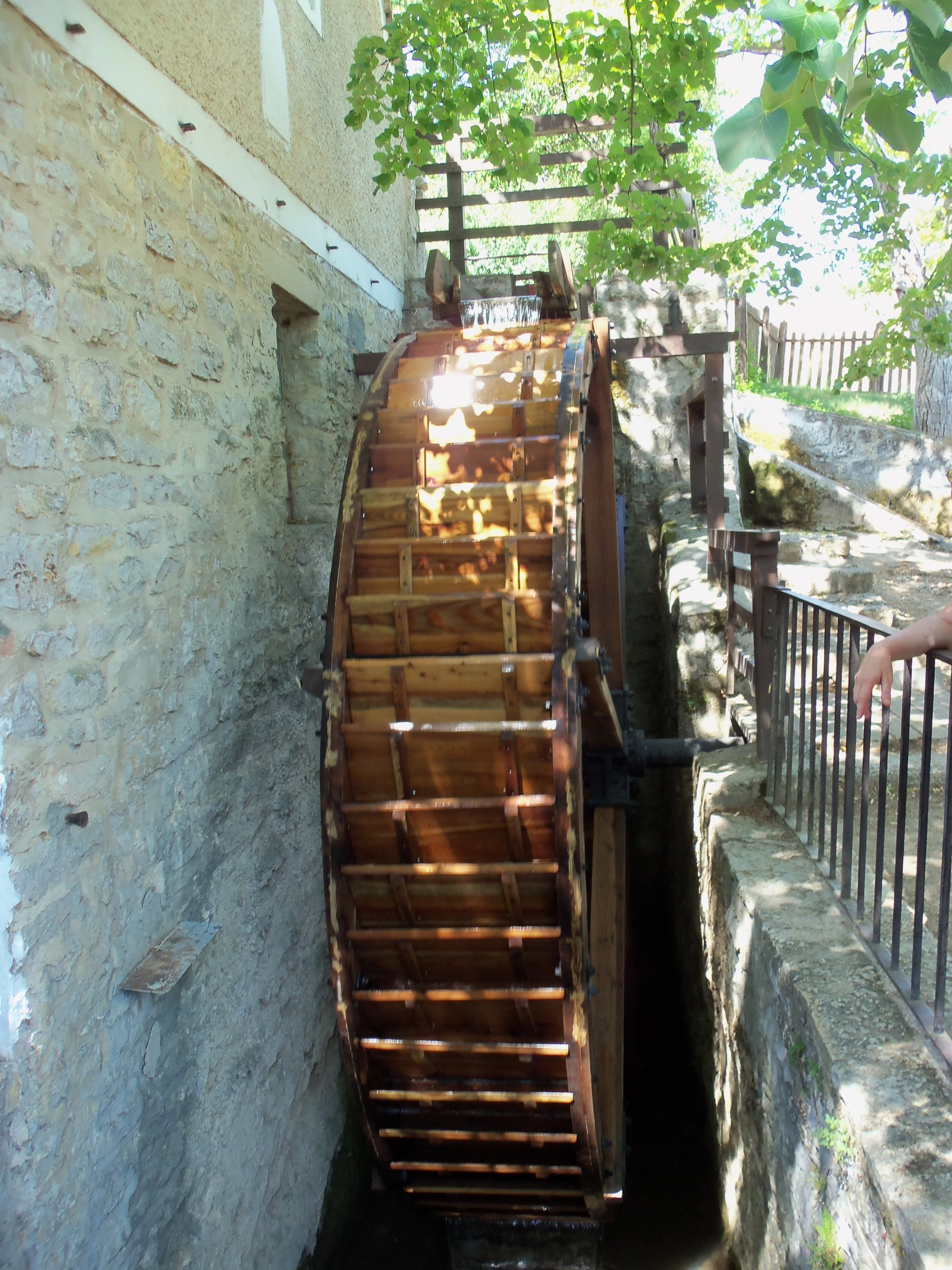
Wasserrad am Wassermühlenmuseum
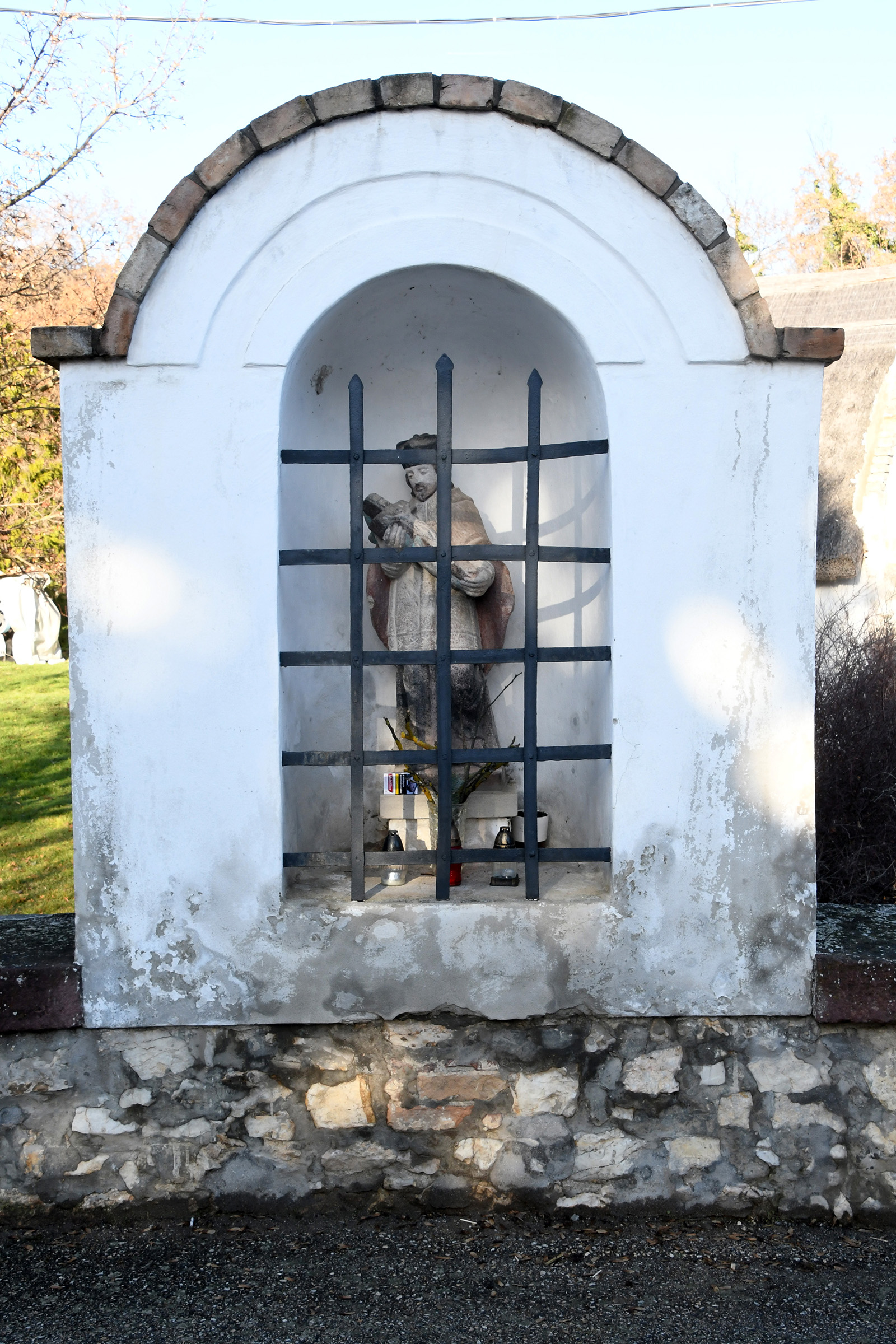
Nepomuki-Szent-János-Statue
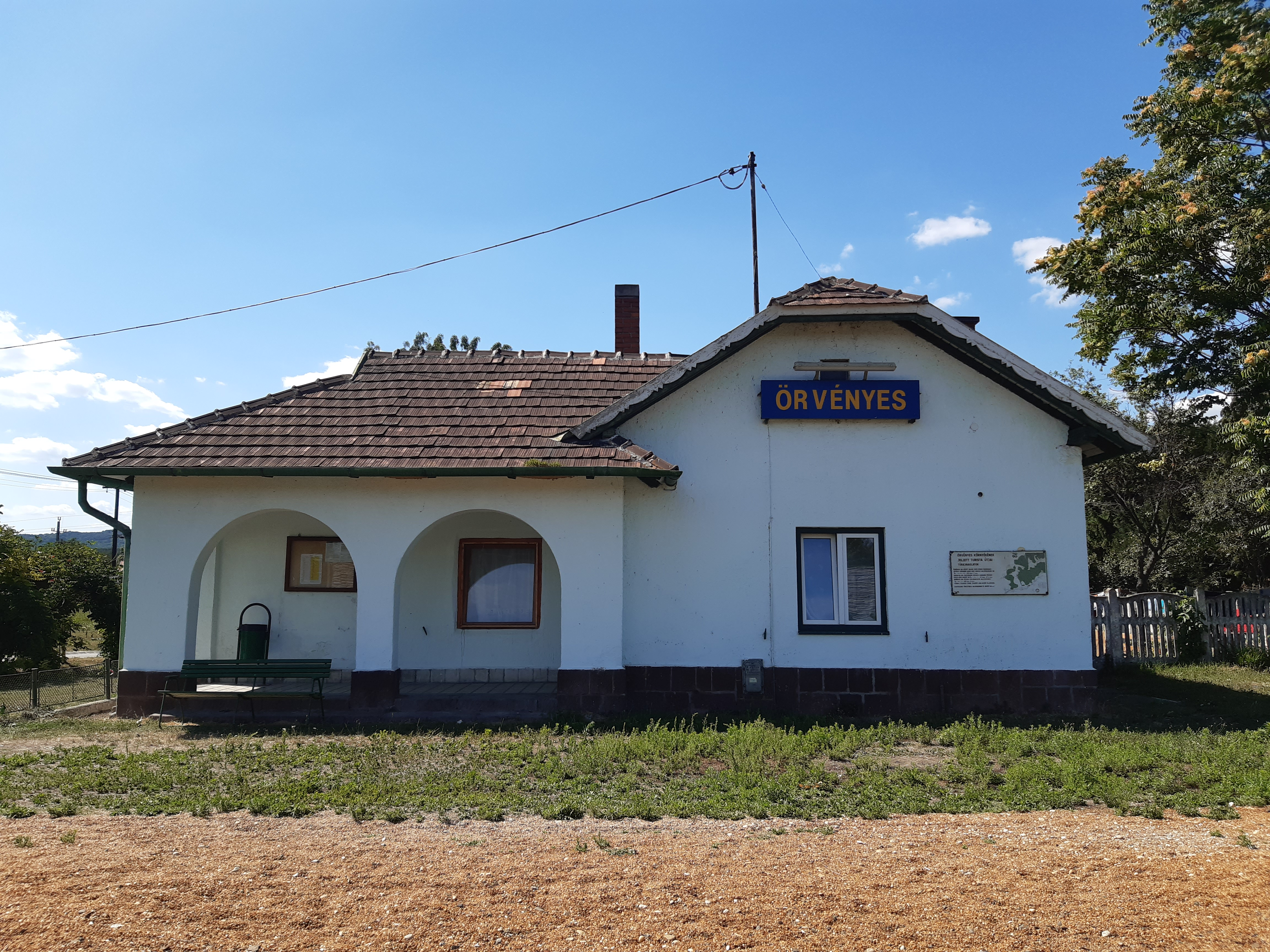
Bahnhofsgebäude Örvényes

## Verkehr
Durch Örvényes verläuft die Hauptstraße Nr. 71. Die Gemeinde ist angebunden an die Bahnstrecke Börgönd–Balatonfüred–Tapolca. Weiterhin bestehen Busverbindungen nach Keszthely sowie am Nordufer des Balaton entlang bis nach Veszprém.